# Георгиу, Йоргис
Йо́ргис Георги́у (греч.  Γιώργης Γεωργίου, 1908, Каллирахи, остров Тасос, Османская империя — 8 апреля 1957, Александруполис Греческое королевство) — легендарная личность греческого коммунистического подполья послевоенного периода.

## Биография
Йоргис (Георгиос) Георгиу родился в 1908 году в селе Каллирахи восточномакедонского острова Тасос, в период когда Македония ещё находилась в пределах Османской империи.
Остров был освобождён греческим флотом в ходе Балканских войн (1912—1913).
Георгиу вырос в восточномакедонском городе Кавала, который в межвоенные годы был одним из пролетарских центров Греции и в 1934 году «город табачников» первым в Греции избрал мэром коммуниста.
Георгиу с юности примкнул к коммунистическим идеям, стал членом компартии Греции в 1926 году.
Будучи одним из профсоюзных лидеров рабочих-табачников, Георгиу был одним из руководителей их забастовки потрясшей город и всю Восточную Македонию в 1933 году.
С установлением в 1936 году диктатуры генерала Метаксаса, Георгиу, в числе многих других коммунистов был заключён в крепость-тюрьму Акронафплия в городе Нафплион.
Уделяя внимание условиям жизни в тюрьме, получил признание всех 625 заключённых Акронафплии.
С началом тройной, германо-итало-болгарской, оккупации, все заключённые тюрьмы были переданы греческой жандармерией, новым, оккупационным, властям.
Многие из заключённых Акронафплии были расстреляны оккупантами в ответ на боевые действия партизан созданной компартией Народно-освободительной армии Греции (ЭЛАС), включая расстрелянных в мае 1944 года 200 Первомайцев.
В том же 1944 году, в операции ЭЛАС были освобождены 56 заключённых акронафплийцев.
Не располагаем достоверными данными, когда был освобождён Георгиу.

## Газета Ризоспастис
Василис Бардзотас, член руководства компартии в период оккупации и Гражданской войны, писал в 1984 году, что в своей истории 66 лет газета Ризоспастис, будучи официальным органом компартии, 36 лет издавался подпольно, включая периоды диктатур генералов Пангалоса и Метаксаса, периоды оккупации (1941—1944), гражданской войны (1946—1949), чёрных полковников (1967—1974).
После британской интервенции декабря 1944 года и последовавшего Варкизского соглашения, газета издавалась легально. В действительности, в условиях развернувшегося «Белого террора» против коммунистов и бывших участников Сопротивления газета была полулегальной.
Этот период номинально легального издания продлился всего 20 месяцев — с 15 февраля 1945 года по 18 октября 1947 года.
Тогдашний директор Ризоспастиса Костас Карагеоргис писал о том периоде в последнем (до его закрытия) номере журнала «Коммунистическое обозрение»:
"Никогда после «освобождения» «Ризоспастис» не смог свободно распространяться в сёлах и почти во всех маленьких городах. Затем его распространение стало исключаться во многих городах, после чего из целых регионов, начиная с Фессалии, затем Македонии, Фракии, Пелопоннеса. Оставалась только «витрина» столицы, где однако были убиты люди, только потому что у них из кармана выглядывал листок нашей газеты. И наконец, решение премьера Софулиса, который закрыл газету вместе со «Свободной Элладой», в четвёртый раз в истории газеты.
Гонения были непрерывными. Против его издателей и директоров было выдвинуто как минимум 300 судебных дел. Один из них был осуждён заочно на 56 месяцев тюрьмы и денежную компенсацию. Второй на такой же срок, который он таки отбывал в тюрьме. При этом, у него «отняли» боевой орден, который он получил на полях сражений в Албании. Третий также угодил в тюрьму, четвёртый был осуждён заочно на полтора года за оскорбление английских властей. В силу гонений, газета потеряла 25 своих редакторов. В Фессалии банда монархистов замучила до смерти корреспондента газеты Костаса Видалиса, который пополнил Пантеон героев Ризоспастиса — Марукакиса, Корнароса, Хадзималиса, Сургюдакиса.
18 октября 1947 года полицейские столичной Охранки совершили налёт на редакцию и издательство «Ризоспастиса» и конфисковала всё имущество газеты, осуществляя постановление № 3219 Апелляционного Совета о окончательном прекращении её издания.
Однако всего через месяц, 12 ноября 1947 года, вышел первый подпольный номер «Ризоспастиса», вызвав недоумение и гнев в правительственных кругах.

## Подготовка к подпольному изданию газеты
Член ЦК Василис Бардзотас писал в октябре 1984 года: «ЦК компартии готовился к изданию подпольного „Ризоспастиса“ ещё с начала 1946 года. Секретариат политбюро партии поручил мне предложить человека, который бы возглавил подпольное издание газеты». Бардзотас предложил «героического товарища, способного и готового отдать и свою жизнь за дело партии», Йоргоса Георгиу, которого он знал с забастовочной борьбы в Кавале в 1933 году и с которым был заключённым в Акронафплии. Все 3 члена секретариата, которым была поручена организация подпольной типографии, согласились с кандидатурой. Бардзотас обеспечил всё необходимое для работы подпольной типографии — типографское оборудование и большое количество бумаги. Всё это было обеспечено в кратчайший срок — у партии тогда были большие возможности. Был куплен особняк в столичном районе Акадимиа Платонос (Платоновская Академия), куда, соблюдая все меры конспирации, Бардзотас перевёз оборудование и бумагу и передал лично Георгиу.
Георгиу обосновался там со своей женой и двумя несовершеннолетними детьми. Будучи крепким мужчиной, он сутками сам выкапывал подвал, с тем чтобы создать схрон, в котором он расположил подпольную типографию партии. Не имея особых типографских навыков, Георгиу параллельно осваивал профессию типографа. Бардзотас пишет, что руководство партии, которое и в самых своих оптимистических расчётах не ожидало, что типография Георгиу не будет обнаружена в течение 6 лет, поручила двум другим членам политбюро подготовиться к созданию ещё двух подпольных типографий. Он пишет, что деталей он не знает, потому что «ему и не положено было их знать».

## Подпольная типография Георгиу
Георгиу, в качестве торговца оливкового масла, создал у соседей впечатление законопослушного человека, который мирно жил со своей семьёй, обыкновенной буржуазной семьёй. Никто и подумать не мог о том, что дом использовался для подпольной работы. О существовании этого дома знал только один из членов секретариата ЦК партии. Уже с последних месяцев 1946 года подпольная типография была готова к работе. Через месяц после закрытия газеты, вышел первый подпольный номер Ризоспастиса. В период когда партийные организации были разгромлены и по всей стране проходили судебные процессы и расстрелы, Георгиу в одиночку печатал газету, соблюдая меры конспирации сам перевозил напечатанные листы на «центральную явку», откуда, через ещё 3 промежуточные явки, листы газеты распространялись преданными членами партии в Афинах и по всей Греции. Руководство партии и командование Демократической армии, признавая заслуги коммунистов работавших в условиях гражданской войны подпольных типографиях в Афинах, Пирее и Салониках, наградило их, и первым в их числе Георгиу, боевыми орденами, не имея однако возможности назвать их имена. Охранке Афин понадобилось целых 6 лет, для того чтобы обнаружить подпольную типографию Георгиу. В истории компартии Греции и других подпольных компартий это был редкий случай.

## «Умер от своих ран»
В сентябре 1953 года Охранка арестовала Георгиу и всю его семью.
Его двое несовершеннолетних детей были посланы на остров Лерос, в один из 52 детских городков — лагерей, учреждённых королевой Фредерикой для перевоспитания детей убитых или заключённых коммунистов.
И Георгиу и его жена подверглись пыткам в застенках афинской охранки, не выдав тех немногих адресов которые они знали.
Вместе с женой Георгиу был судим в Пирее 20-21 декабря 1954 года. Он обвинялся в том что содержал подпольную типографию, где издавалась газета Ризопастис:330.
Георгиу был осуждён к 13 годам тюремного заключения, был переведен в старую турецкую тюрьму Иджедин на острове Крит, впоследствии в тюрьмы на острова Эгина и Керкира, и наконец в тюрьму в Вурла.
27 июля 1955 года Георгиу бежал из тюрьмы в Вурла, вместе с 26 своими товарищами.
Примечательно то, что в тот период, для совершения побега, заключённые получали одобрение или отказ партии, что в этом случае не было соблюдено:229.
Георгиу был одним из немногих беглецов, которых охранка не смогла выловить. Он продолжал свою подпольную деятельность на протяжении 2 лет. В апреле 1957 года, по указанию находившегося в социалистических странах Восточной Европы руководства партии, он попытался пересечь греко-болгарскую границу, но был арестован в районе города Суфли. Газеты писали, что было «арестовано неизвестное лицо пытавшееся перейти границу». Его перевезли в охранку города Александруполис. Там, по отпечаткам пальцев, стало ясно, что это старый профсоюзный лидер табачников Кавалы и коммунист Йоргис Георгиу. Полиция первоначально информировала 15 апреля 1957 года, что он был убит при попытке перейти болгарскую границу:256. 16 апреля министр внутренних дел заявил, что 8 днями раннее отряд жандармерии убил Й. Георгиу около Суфли:717. Свидетельство о смерти писало что он «умер от своих ран». Однако компартия была абсолютно уверена, что он был убит в охранке Александруполиса. Власти не стали сообщать семье о смерти Георгиу. Семья узнала о трагической новости из газет.